# Zinaspa karennia
Zinaspa karennia är en fjärilsart som beskrevs av Evans 1925. Zinaspa karennia ingår i släktet Zinaspa och familjen juvelvingar. Inga underarter finns listade i Catalogue of Life.